# Список призёров летних Олимпийских игр 1936
Ниже представлен список всех призёров летних Олимпийских игр 1936 года, проходивших в Берлине с 1 по 16 августа 1936 года. В соревнованиях приняли участие 4066 спортсменов (3738 мужчин и 328 женщин) представляющие 49 НОК. Было разыграно 129 комплектов медалей в 19 видах спорта.

## Академическая гребля
| Дисциплина                      | Золото | Серебро | Бронза |
| Одиночки                        | Густав Шефер (GER) | Йозеф Хазенёрль (AUT) | Дэниел Барроу (USA) |
| Двойки парные                   | Великобритания · Джек Бересфорд · Дик Саутвуд                                                                                          | Германия · Вилли Кайдель · Йоахим Пирш | Польша · Ежи Уступский · Роджер Верей |
| Двойки распашные без рулевого   | Германия · Вилли Айхорн · Уго Штраус                                                                                                   | Дания · Харри Ларсен · Петер Олсен | Аргентина · Хулио Курателья · Орасио Подеста |
| Двойки распашные с рулевым      | Германия · Герхард Густман · Херберт Адамски · Дитер Аренд                                                                             | Италия · Альмиро Бергамо · Гвидо Сантин · Лучиано Негрини | Франция · Марко Фуркад · Жорж Тапи · Ноэль Вандернотт |
| Четвёрки распашные без рулевого | Германия · Рудольф Экштайн · Антон Ром · Мартин Карль · Вильгельм Менне                                                                | Великобритания · Томас Бристоу · Алан Баретт · Питер Джексон · Джон Стеррок                                                                                           | Швейцария · Херман Бечарт · Ханс Хомбергер · Алекс Хомбергер · Карл Шмид                                                                                 |
| Четвёрки распашные с рулевым    | Германия · Ханс Майер · Вальтер Фолле · Эрнст Габер · Пауль Зёлльнер · Фриц Бауэр                                                      | Швейцария · Херман Бечарт · Ханс Хомбергер · Алекс Хомбергер · Карл Шмид · Рольф Шпринг                                                                               | Франция · Фернан Вандернотт · Марсель Вандернотт · Марсель Косма · Марсель Шовинье · Ноэль Вандернотт                                                    |
| Восьмёрки                       | США · Херберт Моррис · Чарльз Дей · Гордон Адам · Джон Уайт · Джеймс Макмиллин · Джордж Хант · Джозеф Ранц · Дональд Хьюм · Роберт Мок | Италия · Гульельмо дель Бимбо · Дино Барзотти · Оресте Гросси · Энцо Бартолини · Марио Кеккаччи · Данте Зекки · Отторино Квальерини · Энрико Гарцелли · Чезаре Милани | Германия · Альфред Рик · Хельмут Радах · Ханс Кушке · Хайнц Кауфман · Герд Фёльс · Вернер Лёкле · Ханс-Йоахим Ханнеман · Херберт Шмидт · Вильгельм Малов |

## Баскетбол
| Дисциплина | Золото | Серебро | Бронза |
| Мужчины    | США · Сэм Балтер · Ральф Бишоп · Джо Фортенберри · Текс Гиббонс · Фрэнсис Джонсон · Карл Ноулз · Фрэнк Любин · Арт Моллнер · Дональд Пайпер · Джэк Рэгланд · Уиллард Шмидт · Карл Шай · Дуэйн Свансон · Билл Уитли | Канада · Гордон Эйтчисон · Ян Эллисон · Арт Чепман · Чак Чепман · Эдвард Доусон · Ирвинг Мерецкий · Даг Педен · Джеймс Стюарт · Малколм Уайзман | Мексика · Карлос Борха · Виктор Борха · Родолфо Чоперена · Луис де ла Вега · Рауль Фернандес · Андрес Гомес · Силвио Эрнандес · Франсиско Мартинес · Хесус Олмос · Хосе Памплона · Грир Скоусен |

## Бокс
| Дисциплина    | Золото                | Серебро                | Бронза                    |
| До 50,8 кг    | Вилли Кайзер (GER)    | Гавино Матта (ITA)     | Луис Лори (USA)           |
| До 53,5 кг    | Ульдерико Серго (ITA) | Джек Уилсон (USA)      | Фидель Ортис (MEX)        |
| До 57,2 кг    | Оскар Касановас (ARG) | Чарльз Каттеролл (RSA) | Йозеф Минер (GER)         |
| До 61,2 кг    | Имре Харанги (HUN)    | Николай Степулов (EST) | Эрик Агрен (SWE)          |
| До 66,7 кг    | Стен Сувио (FIN)      | Михаэль Мурах (GER)    | Герхард Педерсен (DEN)    |
| До 72,6 кг    | Жан Деспо (FRA)       | Генри Тиллер (NOR)     | Рауль Вильяреаль (ARG)    |
| До 79,4 кг    | Роже Мишело (FRA)     | Рихард Фогт (GER)      | Франсиско Рисильоне (ARG) |
| Свыше 79,4 кг | Херберт Рунге (GER)   | Гильермо Ловель (ARG)  | Эрлинг Нильсен (NOR)      |

## Борьба

### Греко-римская борьба
| Дисциплина  | Золото                  | Серебро               | Бронза               |
| До 56 кг    | Мартон Лёринц (HUN)     | Эгон Свенссон (SWE)   | Якоб Брендель (GER)  |
| До 61 кг    | Яшар Эркан (TUR)        | Аарне Рейни (FIN)     | Эйнар Карлссон (SWE) |
| До 66 кг    | Лаури Коскела (FIN)     | Йозеф Герда (TCH)     | Вольдемар Вяли (EST) |
| До 72 кг    | Рудольф Сведберг (SWE)  | Фриц Шефер (GER)      | Эйно Виртанен (FIN)  |
| До 79 кг    | Ивар Юханссон (SWE)     | Людвиг Швайкерт (GER) | Йожеф Палоташ (HUN)  |
| До 87 кг    | Аксель Кадье (SWE)      | Эдвинс Биетагс (LAT)  | Аугуст Нео (EST)     |
| Свыше 87 кг | Кристиан Палусалу (EST) | Юн Нюман (SWE)        | Курт Хорнфишер (GER) |

### Вольная борьба
| Дисциплина  | Золото                  | Серебро              | Бронза                  |
| До 56 кг    | Эдён Зомбори (HUN)      | Росс Флуд (USA)      | Йоханнес Херберт (GER)  |
| До 61 кг    | Кустаа Пихлаямяки (FIN) | Фрэнк Миллард (USA)  | Йёста Йонссон (SWE)     |
| До 66 кг    | Карой Карпати (HUN)     | Вольфганг Эрль (GER) | Херман Пихлаямяки (FIN) |
| До 72 кг    | Фрэнк Льюис (USA)       | Туре Андерссон (SWE) | Джозеф Шляймер (CAN)    |
| До 79 кг    | Эмиль Пуальве (FRA)     | Ричард Волива (USA)  | Ахмет Киреччи (TUR)     |
| До 87 кг    | Кнут Фридель (SWE)      | Аугуст Нео (EST)     | Эрих Зиберт (GER)       |
| Свыше 87 кг | Кристиан Палусалу (EST) | Йозеф Клапух (TCH)   | Ялмар Нюстрём (FIN)     |

## Велоспорт

### Шоссейные гонки
| Дисциплина      | Золото                                                 | Серебро                                                    | Бронза                                                              |
| Групповая гонка | Робер Шарпентье (FRA)                                  | Ги Лапеби (FRA)                                            | Эрнст Нифергельт (SUI)                                              |
| Командная гонка | Франция · Робер Шарпентье · Робер Доржебре · Ги Лапеби | Швейцария · Эдгар Бухвальдер · Эрнст Нифергельт · Курт Отт | Бельгия · Огюст Гарребек · Арман Путзейс · Жан-Франсуа ван дер Мотт |

### Трековые гонки
| Дисциплина                    | Золото                                                                 | Серебро                                                                     | Бронза                                                                    |
| Гит                           | Ари ван Влит (NED)                                                     | Пьер Жорже (FRA)                                                            | Рудольф Карш (GER)                                                        |
| Спринт                        | Тони Меркенс (GER)                                                     | Ари ван Влит (NED)                                                          | Луи Шейо (FRA)                                                            |
| Тандем                        | Германия · Эрнст Ибе · Карл Лоренц                                     | Нидерланды · Бернардюс Лене · Хендрик Омс                                   | Франция · Пьер Жорже · Жорж Матон                                         |
| Командная гонка преследования | Франция · Роже-Жан Ле Низери · Робер Шарпентье · Жан Гуйон · Ги Лапеби | Италия · Северино Риджони · Бьянко Бьянки · Марко Джентили · Армандо Латини | Великобритания · Эрнест Миллс · Гарри Хилл · Эрнест Джонсон · Чарльз Кинг |

## Водное поло
| Дисциплина | Золото | Серебро | Бронза |
| Мужчины    | ВенгрияКальман Хазаи · Оливер Халашши · Мартон Хомоннаи · Янош Немет · Миклош Шаркань · Йенё Бранди · Михай Божи · Дьёрдь Броди · Иштван Мольнар · Дьёрдь Куташи · Шандор Тарич | ГерманияБернхард Байер · Фриц Гунст · Йозеф Хаузер · Альфред Кинцле · Пауль Клингенбург · Генрих Круг · Ханс Шнейдер · Ганс Шульце · Густав Шюргер · Хельмут Швенн · Фриц Штольце | БельгияГерард Блитц · Альберт Кастелинс · Пьер Коппитерс · Жозеф де Комб · Анри де Пау · Анри Диси · Фернан Исселе · Эдмонд Михилс · Анри Столен |

## Гандбол
| Дисциплина | Золото   | Серебро | Бронза    |
| Мужчины    | Германия | Австрия | Швейцария |

## Гребля на байдарках и каноэ
| Дисциплина                             | Золото                                              | Серебро                                    | Бронза                                         |
| Каноэ-одиночка — 1000 м                | Франк Амио (CAN)                                    | Богуслав Карлик (TCH)                      | Эрих Кошик (GER)                               |
| Каноэ-двойка — 1000 м                  | Чехословакия · Владимир Сыроватка · Ян Брзак-Феликс | Австрия · Руперт Вайнштабль · Карл Пройсль | Канада · Франк Сакер · Харвей Чартерс          |
| Каноэ-двойка — 10 000 м                | Чехословакия · Вацлав Моттль · Зденек Шкрланд       | Канада · Франк Сакер · Харвей Чартерс      | Австрия · Руперт Вайнштабль · Карл Пройсль     |
| Байдарка-одиночка — 1000 м             | Грегор Храдецки (AUT)                               | Хельмут Кеммерер (GER)                     | Яап Крайер (NED)                               |
| Байдарка-одиночка — 10 000 м           | Эрнст Кребс (GER)                                   | Фриц Ландертингер (AUT)                    | Эрнест Ридел (USA)                             |
| Байдарка-одиночка разборная — 10 000 м | Грегор Храдецки (AUT)                               | Анри Эберхард (FRA)                        | Ксавер Хёрман (GER)                            |
| Байдарка-двойка — 1000 м               | Австрия · Адольф Кайнц · Альфонс Дорфнер            | Германия · Эвальд Тилькер · Фриц Бондройт  | Нидерланды · Николас Татес · Вим ван дер Крофт |
| Байдарка-двойка — 10 000 м             | Германия · Пауль Веверс · Людвиг Ланден             | Австрия · Виктор Калиш · Карл Штайнхубер   | Швеция · Таге Фальборг · Хельге Ларссон        |
| Байдарка-двойка разборная — 10 000 м   | Швеция · Эрик Бладстрём · Свен Юханссон             | Германия · Вилли Хорн · Эрих Ханиш         | Нидерланды · Кес Вейдекоп · Пит Вейдекоп       |

## Конный спорт
| Дисциплина          | Золото | Серебро                                                                                           | Бронза                                                                                                  |
| Личная выездка      | Хайнц Поллай на Кроносе (GER)                                                                               | Фридрих Герхард на Абсенте (GER)                                                                  | Алоис Подхайски на Неро (AUT)                                                                           |
| Командная выездка   | Германия · Хайнц Поллай на Кроносе · Фридрих Герхард на Абсенте · Герман фон Оппельн-Брониковски на Гимпеле | Франция · Андре Жуссом на Фаворите · Жерар де Баллорр на Дебошире · Даниэль Гиллуа на Николя      | Швеция · Грегор Адлеркройц на Терезине · Свен Коллиандер на Коль XX · Фольке Сандстрём на Перголе'      |
| Личное троеборье    | Людвиг Стаббендорф на Нурми (GER)                                                                           | Эрл Фостер Томсон на Дженни Кемп (USA)                                                            | Ханс Лундинг на Джейсоне (DEN)                                                                          |
| Командное троеборье | Германия · Людвиг Стаббендорф на Нурми · Рудольф Липперт на Фазане · Конрад фон Вангенхайм на Курфюрсте     | Польша · Хенрик Ройцевич на Арлекине III · Здзислав Кавецкий на Бамбино · Северин Кулеша на Тоске | Великобритания · Алек Скотт на Бобе Клайве · Эдвард Ховард-Вайс на Блю Стил · Ричард Фаншо на Боуи Найф |
| Личный конкур       | Курт Хассе на Торе (GER)                                                                                    | Генри Ранг на Делфисе (ROU)                                                                       | Йожеф фон Платти на Селлё (HUN)                                                                         |
| Командный конкур    | Германия · Курт Хассе на Торе · Мартен фон Барнеков на Нордланде · Хайнц Брандт на Алхимике                 | Нидерланды · Йохан Гретер на Эрнике · Ян де Брёйне на Трикси · Хенри ван Схайк на Санта Белл      | Португалия · Жозе Белтрау на Бисквите · Домингуш Де Соуза на Мерль Блан · Луиш Мена э Силва на Фоссетте |

## Лёгкая атлетика

### Мужчины
| Дисциплина                  | Золото                                                                            | Серебро                                                                  | Бронза                                                                              |
| 100 метров                  | Джеймс Оуэнс (USA)                                                                | Ральф Мэткалф (USA)                                                      | Мартинюс Осендарп (NED)                                                             |
| 200 метров                  | Джеймс Оуэнс (USA)                                                                | Мэк Робинсон (USA)                                                       | Мартинюс Осендарп (NED)                                                             |
| 400 метров                  | Арчи Вильямс (USA)                                                                | Годфри Браун (GBR)                                                       | Джеймс Лювалль (USA)                                                                |
| 800 метров                  | Джон Вудрафф (USA)                                                                | Марио Ланци (ITA)                                                        | Фил Эдвардс (CAN)                                                                   |
| 1500 метров                 | Джек Лавлок (NZL)                                                                 | Гленн Каннингхэм (USA)                                                   | Луиджи Беккали (ITA)                                                                |
| 5000 метров                 | Гуннар Хёкерт (FIN)                                                               | Лаури Лехтинен (FIN)                                                     | Хенрю Юнссон (SWE)                                                                  |
| 10 000 метров               | Илмари Салминен (FIN)                                                             | Арво Аскола (FIN)                                                        | Волмари Исо-Холло (FIN)                                                             |
| 110 метров с барьерами      | Форрест Таунс (USA)                                                               | Дональд Финлей (GBR)                                                     | Фриц Поллард-младший (USA)                                                          |
| 400 метров с барьерами      | Гленн Хардин (USA)                                                                | Джон Лоаринг (CAN)                                                       | Мигель Уайт (PHI)                                                                   |
| 3000 метров с препятствиями | Волмари Исо-Холло (FIN)                                                           | Каарло Туоминен (FIN)                                                    | Альфред Домперт (GER)                                                               |
| Эстафета 4х100 метров       | США · Джеймс Оуэнс · Ральф Мэткалф · Фой Дрэпер · Фрэнк Викофф                    | Италия · Орацио Мариани · Джанни Кальдана · Элио Раньи · Туллио Гоннелли | Германия · Вильгельм Лайхум · Эрих Борхмайер · Эрвин Гилльмайстер · Герд Хорнбергер |
| Эстафета 4х400 метров       | Великобритания · Фредерик Волфф · Годфри Рэмплинг · Уильям Робертс · Годфри Браун | США · Харольд Кэгл · Роберт Янг · Эдуард О'Брайен · Альфред Фитч         | Германия · Хельмут Хаман · Фридрих фон Штюльпнагель · Харри Фойгт · Рудольф Харбиг  |
| Марафон                     | Сон Китэй (JPN)                                                                   | Эрнест Харпер (GBR)                                                      | Нан Сёрю (JPN)                                                                      |
| Ходьба на 50 км             | Харольд Уитлок (GBR)                                                              | Артур Шваб (SUI)                                                         | Адалбертс Бубенко (LAT)                                                             |
| Прыжки в длину              | Джеймс Оуэнс (USA)                                                                | Луц Лонг (GER)                                                           | Наото Тадзима (JPN)                                                                 |
| Тройной прыжок              | Наото Тадзима (JPN)                                                               | Масао Харада (JPN)                                                       | Джон Меткалф (AUS)                                                                  |
| Прыжки в высоту             | Корнелиус Джонсон (USA)                                                           | Дэвид Олбриттон (USA)                                                    | Делос Тербер (USA)                                                                  |
| Прыжки с шестом             | Эрл Медоуз (USA)                                                                  | Сюхэй Нисида (JPN)                                                       | Суэо Оэ (JPN)                                                                       |
| Толкание ядра               | Ханс Вёльке (GER)                                                                 | Суло Бярлунд (FIN)                                                       | Герхард Штёк (GER)                                                                  |
| Метание диска               | Вильям Карпентер (USA)                                                            | Гордон Данн (USA)                                                        | Джорджо Обервегер (ITA)                                                             |
| Метание молота              | Карл Хайн (GER)                                                                   | Эрвин Бласк (GER)                                                        | Фред Варнгорд (SWE)                                                                 |
| Метание копья               | Герхард Штёк (GER)                                                                | Юрьё Никканен (FIN)                                                      | Калерво Тойвонен (FIN)                                                              |
| Десятиборье                 | Гленн Моррис (USA)                                                                | Роберт Кларк (USA)                                                       | Джек Паркер (USA)                                                                   |

### Женщины
| Дисциплина            | Золото                                                                | Серебро                                                                  | Бронза                                                                 |
| 100 метров            | Хелен Стефенс (USA)                                                   | Станислава Валасевич (POL)                                               | Катарина Краус (GER)                                                   |
| 80 метров с барьерами | Требизонда Валла (ITA)                                                | Анни Штойер (GER)                                                        | Элизабет Тэйлор (CAN)                                                  |
| Эстафета 4х100 метров | США · Харриет Блэнд · Аннетт Роджерс · Бетти Робинсон · Хелен Стефенс | Великобритания · Эйлин Хискок · Вайолет Олни · Одри Браун · Барбара Берк | Канада · Дороти Брукшоу · Жанетт Долсон · Хильда Кэмерон · Эйлин Мигер |
| Прыжки в высоту       | Ибойя Чак (HUN)                                                       | Дороти Одам (GBR)                                                        | Эльфриде Каун (GER)                                                    |
| Метание диска         | Гизела Мауэрмайер (GER)                                               | Ядвига Вайсувна (POL)                                                    | Паула Молленхауэр (GER)                                                |
| Метание копья         | Оттилли Фляйшер (GER)                                                 | Луизе Крюгер (GER)                                                       | Мария Квасьневская (POL)                                               |

## Парусный спорт
| Дисциплина         | Золото | Серебро | Бронза                                                                                               |
| Олимпик            | Дан Кагхелланд Нидерланды                                                                                    | Вернер Крогман Германия                                                                                                   | Питер Скотт Великобритания                                                                           |
| Звёздный           | Германия · Петер Бишофф · Ханс-Йоахим Вайзе                                                                  | Швеция · Арвид Лаурин · Уно Валлентин                                                                                     | Нидерланды · Адрианюс Мас · Виллем де Врис Лентс                                                     |
| 6-метровый R-класс | Великобритания · Кристофер Бордмэн · Майлз Беллвилль · Расселл Хармер · Чарльз Лиф · Леонард Мартин          | Норвегия · Магнус Конов · Карстен Конов · Фредрик Мейер · Водьюв Нюквист · Альф Тветен                                    | Швеция · Свен Сален · Леннарт Экдаль · Мартин Хиндорфф · Торстен Лорд · Дагмар Сален                 |
| 8-метровый R-класс | Италия · Джованни Реджо · Бруно Бьянки · Луиджи Де Манинкор · Доменико Мордини · Луиджи Погги · Энрико Погги | Норвегия · Олаф Дитлав-Симонсен · Ханс Струкнес · Лауриц Шмидт · Нордаль Валлем · Якоб Туллин Тамс · Джон Дитлав-Симонсен | Германия · Ханс Ховальдт · Альфрид Крупп · Феликс Шедер-Бишен · Эдуард Мор · Отто Вахс · Фриц Бишофф |

## Плавание

### Мужчины
| Дисциплина                      | Золото                                                               | Серебро                                                        | Бронза                                                               |
| 100 м вольным стилем            | Ференц Чик (HUN)                                                     | Масанори Юса (JPN)                                             | Сигэо Араи (JPN)                                                     |
| 400 м вольным стилем            | Джек Медика (USA)                                                    | Сюмпэй Уто (JPN)                                               | Сёдзо Макино (JPN)                                                   |
| 1500 м вольным стилем           | Нобору Тэрада (JPN)                                                  | Джек Медика (USA)                                              | Сюмпэй Уто (JPN)                                                     |
| 100 м на спине                  | Адольф Кифер (USA)                                                   | Альберт Ванде Веге (USA)                                       | Масадзи Киёкава (JPN)                                                |
| 200 м брассом                   | Тэцуо Хамуро (JPN)                                                   | Эрвин Зитас (GER)                                              | Коикэ Рэйдзо (JPN)                                                   |
| Эстафета 4×200 м вольным стилем | Япония · Сигэо Араи · Сигэо Сугиура · Масахару Тагути · Масанори Юса | США · Ральф Флэнэгэн · Джон Масионис · Джек Медика · Пол Вольф | Венгрия · Ференц Чик · Арпад Лендьель · Оскар Абай-Немеш · Эдён Гроф |

### Женщины
| Дисциплина                      | Золото                                                                                | Серебро                                                                    | Бронза                                                       |
| 100 м вольным стилем            | Ри Мастенбрук (NED)                                                                   | Дженетт Кэмпбелл (ARG)                                                     | Гизела Арендт (GER)                                          |
| 400 м вольным стилем            | Ри Мастенбрук (NED)                                                                   | Рагнхильд Хвегер (DEN)                                                     | Ленор Найт (USA)                                             |
| 100 м на спине                  | Дина Сенфф (NED)                                                                      | Ри Мастенбрук (NED)                                                        | Элис Бриджес (USA)                                           |
| 200 м брассом                   | Хидэко Маэхата (JPN)                                                                  | Марта Гененгер (GER)                                                       | Инге Сёренсен (DEN)                                          |
| Эстафета 4×100 м вольным стилем | Нидерланды · Виллементье ден Ауден · Ри Мастенбрук · Йоханна Селбах · Катарина Вагнер | Германия · Гизела Арендт · Рут Хальбсгут · Магдалена Ломар · Ингеборг Шмиц | США · Мэвис Фримэн · Бернис Лэпп · Олив Маккин · Кэтрин Ролз |

## Поло
| Дисциплина | Золото    | Серебро        | Бронза  |
| Мужчины    | Аргентина | Великобритания | Мексика |

## Прыжки в воду

### Мужчины
| Дисциплина   | Золото                | Серебро            | Бронза             |
| Трамплин 3 м | Ричард Дедженер (USA) | Маршалл Уэйн (USA) | Алан Грин (USA)    |
| Вышка 10 м   | Маршалл Уэйн (USA)    | Элберт Рут (USA)   | Херман Шторк (GER) |

### Женщины
| Дисциплина   | Золото                    | Серебро             | Бронза                    |
| Трамплин 3 м | Марджори Джестринг (USA)  | Катерин Роулз (USA) | Дороти Пойнтон-Хилл (USA) |
| Вышка 10 м   | Дороти Пойнтон-Хилл (USA) | Велма Данн (USA)    | Кете Кёлер (GER)          |

## Современное пятиборье
| Дисциплина        | Золото                 | Серебро              | Бронза              |
| Личное первенство | Готтхард Хандрик (GER) | Чарльз Леонард (USA) | Сильвано Абба (ITA) |

## Спортивная гимнастика

### Мужчины
| Дисциплина           | Золото | Серебро | Бронза |
| Личное многоборье    | Альфред Шварцман (GER) | Ойген Мак (SUI) | Конрад Фрай (GER) |
| Командное многоборье | Германия · Альфред Шварцман · Конрад Фрай · Маттиас Вольц · Вилли Штадель · Франц Бекерт · Вальтер Штеффенс · Инноценц Штангль · Эрнст Винтер | Швейцария · Вальтер Бах · Альберт Бахман · Вальтер Бек · Ойген Мак · Жорж Миз · Михаэль Ройш · Эдуард Штайнеман · Йозеф Вальтер | Финляндия · Мартти Уосиккинен · Хейкки Саволайнен · Маури Нюберг-Норома · Алексантери Саарвала · Эса Сеэсте · Вейкко Пакаринен · Эйнари Терясвирта · Эйно Тукиайнен |
| Вольные упражнения   | Жорж Миз (SUI) | Йозеф Вальтер (SUI) | Конрад Фрай (GER) Ойген Мак Швейцария |
| Перекладина          | Алексантери Саарвала (FIN) | Конрад Фрай (GER) | Альфред Шварцман (GER) |
| Брусья               | Конрад Фрай (GER) | Михаэль Ройш (SUI) | Альфред Шварцман (GER) |
| Конь                 | Конрад Фрай (GER) | Ойген Мак (SUI) | Альберт Бахман (SUI) |
| Кольца               | Алоис Гудец (TCH) | Леон Штукель (YUG) | Маттиас Вольц (GER) |
| Опорный прыжок       | Альфред Шварцман (GER) | Ойген Мак (SUI) | Маттиас Вольц (GER) |

### Женщины
| Дисциплина           | Золото | Серебро | Бронза |
| Командное первенство | Германия · Анита Бервирт · Эрна Бюргер · Изольде Фрёлиан · Фридль Иби · Гертруд Майер · Паула Пёльзен · Юлие Шмитт · Кете Зонеман | Чехословакия · Ярослава Баерова · Власта Деканова · Божена Добешова · Власта Фолтова · Анна Гржебржинова · Матильда Палфиова · Зденька Вержмиржовская · Мария Ветровская | Венгрия · Маргит Чиллик · Маргит Калочаи · Илона Мадари · Габриэлла Месарош · Маргит Надь · Юдит Тот · Ольга Тёрёш · Эстер Воит |

## Стрельба
| Дисциплина                    | Золото                   | Серебро              | Бронза                   |
| Скоростной пистолет, 25 м     | Корнелиус ван Ойен (GER) | Генрих Хакс (GER)    | Торстен Ульман (SWE)     |
| Пистолет, 50 м                | Торстен Ульман (SWE)     | Эрих Кремпель (GER)  | Шарль де Жаммоньер (FRA) |
| Малокалиберная винтовка, 50 м | Вилли Рёгеберг (NOR)     | Ральф Берженьи (HUN) | Владислав Карась (POL)   |

## Тяжёлая атлетика
| Дисциплина    | Золото                   | Серебро               | Бронза                |
| До 60 кг      | Энтони Терлаццо (USA)    | Салех Солиман (EGY)   | Ибрагим Шамс (EGY)    |
| До 67,5 кг    | Роберт Файн (AUT)        | не присуждалась       | Карл Янзен (GER)      |
| До 67,5 кг    | Анвар Месбах (EGY)       | не присуждалась       | Карл Янзен (GER)      |
| До 75 кг      | Хадр Саид эль-Туни (EGY) | Рудольф Исмайр (GER)  | Адольф Вагнер (GER)   |
| До 82,5 кг    | Луи Остен (FRA)          | Ойген Дойч (GER)      | Ибрагим Васиф (EGY)   |
| Свыше 82,5 кг | Йозеф Мангер (GER)       | Вацлав Пшеничка (TCH) | Арнольд Лухаяэр (EST) |

## Фехтование

### Мужчины
| Дисциплина       | Золото | Серебро | Бронза                                                                                                   |
| Шпага            | Франко Риккарди (ITA) | Саверио Раньо (ITA)                                                                                          | Джанкарло Корнаджа-Медичи (ITA)                                                                          |
| Командная шпага  | Италия · Франко Риккарди · Альфредо Пеццана · Эдоардо Манджаротти · Саверио Раньо · Джанкарло Корнаджа-Медичи · Джанкарло Брузати | Швеция · Ханс Дракенберг · Ханс Гранфельт · Густаф Дюрссен · Густав Альмгрен · Биргер Седерин · Свен Тофельт | Франция · Анри Дюльё · Филипп Катьо · Жорж Бюшар · Поль Вормсер · Мишель Пешё · Бернар Шмец              |
| Рапира           | Джулио Гаудини (ITA) | Эдвар Гардер (FRA)                                                                                           | Джорджо Боккино (ITA)                                                                                    |
| Командная рапира | Италия · Джулио Гаудини · Джорджо Боккино · Манлио Ди Роза · Джоаккино Гваранья · Чиро Верратти · Густаво Марци                   | Франция · Эдвар Гардер · Андре Гардер · Жак Кутро · Рене Буньоль · Рене Бонду · Рене Лемуэн                  | Германия · Отто Адам · Эрвин Касмир · Юлиус Айзенекер · Август Хайм · Зигфрид Лердон · Штефан Розенбауэр |
| Сабля            | Эндре Кабош (HUN) | Густаво Марци (ITA)                                                                                          | Аладар Геревич (HUN)                                                                                     |
| Командная сабля  | Венгрия · Аладар Геревич · Эндре Кабош · Пал Ковач · Тибор Берцей · Имре Райци · Ласло Райчаньи                                   | Италия · Густаво Марци · Винченцо Пинтон · Альдо Машотта · Атхос Танцини · Альдо Монтано · Джулио Гаудини    | Германия · Эрвин Касмир · Юлиус Айзенекер · Август Хайм · Ханс Эссер · Ханс-Георг Йёргер · Рихард Валь   |

### Женщины
| Дисциплина | Золото           | Серебро            | Бронза            |
| Рапира     | Илона Элек (HUN) | Хелена Майер (GER) | Эллен Прайс (AUT) |

## Футбол
| Дисциплина | Золото | Серебро | Бронза     |
| Мужчины    | ИталияБруно Вентурини · Паоло Ваннуччи · Марио Джани · Ламберто Петри · Пьетро Рава · Коррадо Таметти · Альфредо Фони · Джузеппе Бальдо · Карло Бьяджи · Франческо Габриотти · Адольфо Джунтоли · Уго Локателли · Либеро Маркини · Марио Николини · Акилле Пиччини · Сандро Пуппо · Луиджи Скарабелло · Серджо Бертони · Карло Джирометта · Джулио Каппелли · Альфонсо Негро · Аннибале Фросси | АвстрияФранц Фуксбергер · Эди Кайнбергер · Йозеф Лагофски · Мартин Каргль · Лео Шаффельхофер · Эрнст Бахер · Карл Вальмюллер · Антон Кренн · Йозеф Ксандер · Вальтер Вергинц · Макс Гофмайстер · Карл Кайнбергер · Йозеф Кицмюллер · Адольф Лаундон · Франц Мандль · Карл Шрайбер · Клемент Штайнмец | Норвегия · |

## Хоккей на траве
| Дисциплина | Золото | Серебро  | Бронза     |
| Мужчины    | Индия  | Германия | Нидерланды |